# نازاروفو
نازاروفو (بالروسية: Назарово) هي إحدى مدن روسيا في الكيان الفدرالي الروسي كراسنويارسك كراي.
يبلغ عدد سكانها 52,817 نسمة (حسب إحصاء عام 2010).